# Лаптєво (Калузька область)
Лаптєво (рос. Лаптево) — присілок в Мещовському районі Калузької області Російської Федерації.
Населення становить 33 особи. Входить до складу муніципального утворення Селище Молодіжний.

## Історія
Від 2004 року входить до складу муніципального утворення Селище Молодіжний.

## Населення
| 2002 | 2010 |
| ---- | ---- |
| 44   | ↘33  |